# Кірога (Луго)
Кірога (гал. Quiroga, ісп. Quiroga) — муніципалітет в Іспанії, у складі автономної спільноти Галісія, у провінції Луго. Населення — 3829 осіб (2009).
Муніципалітет розташований на відстані близько 380 км на північний захід від Мадрида, 65 км на південь від Луго.
Муніципалітет складається з таких паррокій: Аугас-Местас, Бендільйо, Бендольйо, Бустело-де-Фістеус, Серейшидо, А-Енсіньєйра, А-Ерміда, Фістеус, О-Оспіталь, Монтефурадо, Носедо, Оутейро, Пасіос-да-Серра, Парадасека, Кінта-де-Лор, Кірога, А-Сеара, Секейрос, Вілануїде, Вілар-де-Лор, Вілармель, Віластер.

## Демографія
Динаміка населення (INE ):

## Галерея зображень

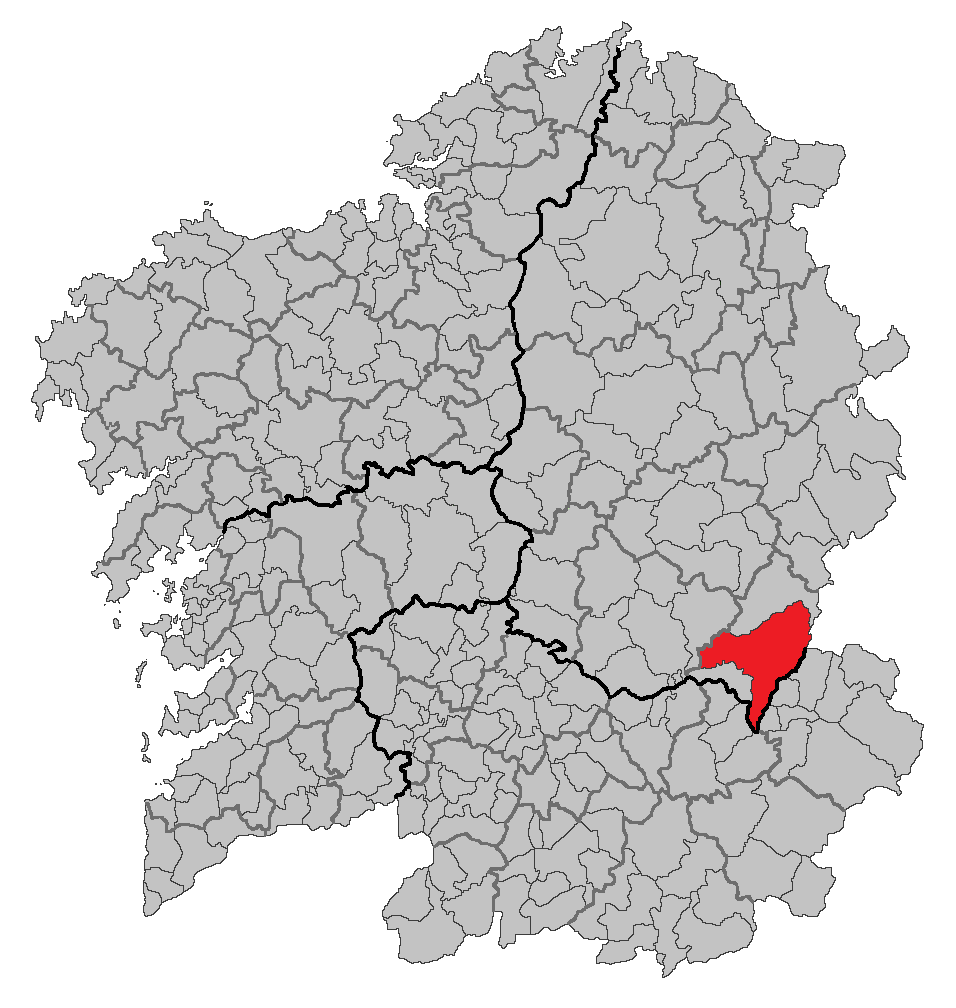
Розташування муніципалітету

## Парафії
Муніципалітет складається з таких парафій: 

## Релігія
Кірога входить до складу Лугоської діоцезії Католицької церкви.